# Universidade Tecnológica Nacional (Argentina)

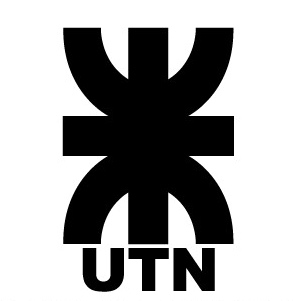
Universidade Tecnológica Nacional.

A Universidade Tecnológica Nacional (NTU) é uma das maiores universidades públicas da Argentina. Ela difere de outras universidades no país, pois é uma casa de ensino superior exclusivamente nos aspectos técnicos e de engenharia e tem faculdades regionais em várias cidades do país, o que torna a única universidade federal do país.